# Inachus communissimus
Inachus communissimus is een krabbensoort uit de familie van de Inachidae. De wetenschappelijke naam van de soort is voor het eerst geldig gepubliceerd in 1839 door Rizza.